# (3138) Ciney
Pour les articles homonymes, voir Ciney (homonymie).
(3138) Ciney est un astéroïde de la ceinture principale.

## Description
(3138) Ciney est un astéroïde de la ceinture principale. Il fut découvert le 22 mai 1980 à La Silla par Henri Debehogne. Il présente une orbite caractérisée par un demi-grand axe de 2,23 UA, une excentricité de 0,07 et une inclinaison de 4,6° par rapport à l'écliptique.

## Compléments